# Пособланко
Пособланко (на испански: Pozoblanco) е населено място и община в Испания. Намира се в провинция Кордоба, в състава на автономната област Андалусия. Общината влиза в състава на района (комарка) Вале де лос Педрочес. Заема площ от 332 km². Населението му е 17 796 души (по преброяване от 2010 г.).

## Демография
| 1900   | 1910   | 1920   | 1930   | 1940   | 1950   | 1960   | 1970   | 1981   | 1985 |
| ------ | ------ | ------ | ------ | ------ | ------ | ------ | ------ | ------ | ---- |
| 12 792 | 13 825 | 17 653 | 15 843 | 16 702 | 14 703 | 16 020 | 13 317 | 13 612 |      |